# Кедди, Герберт
Ге́рберт Ке́дди (нем. Herbert Keddi; род. 7 декабря 1937, Эрфурт) — немецкий политик, член СЕПГ. В 1990 году исполнял обязанности министра транспорта ГДР.

## Биография
Герберт Кедди учился на железнодорожника и работал на различных руководящих должностях на железной дороге ГДР, в том числе в управлении, в дирекции и в министерстве транспорта. В течение десяти лет руководил отделом партийных органов в политическом управлении железных дорог ГДР. Получил инженерное образование, также изучал общественные науки и получил диплом обществоведа.
С января 1986 по декабрь 1988 года занимал должность первого секретаря районного отделения СЕПГ «Центральные органы транспорта». С декабря 1988 по декабрь 1989 года находился на должности заместителя министра транспорта и первого заместителя генерального директора железных дорог ГДР. С февраля по апрель 1990 года исполнял обязанности министра транспорта в правительстве Ханса Модрова. Далее работал управляющим директором в различных компаниях.